# 잭슨 브로먼
잭슨 브로먼(영어: Jackson Vroman, 아랍어: جاكسون فرومان, 1981년 6월 6일 ~ 2015년 6월 29일)은 미국 태생 레바논의 농구 선수로 포지션은 파워 포워드이다. 전미 농구 협회(NBA) 선수인 브렛 브로먼의 아들로 NBA의 시카고 불스, 피닉스 선스, 뉴올리언스 호니츠에서 활동했다. 2009년에는 레바논으로 귀화하여 레바논 국가대표 선수로 뛰었다.
2015년 6월 29일 수영장에서 익사한 채 발견되었다.